# Яхьяев, Мухтар Яхьяевич
Мухтар Яхьяевич Яхьяев (род. 21 июля 1959, с. Харбук, Дахадаевский район, Дагестанская АССР, СССР) — советский и российский исламовед. Доктор философских наук, профессор. С 2011 по 2023 год – декан факультета психологии и философии. Заведующий кафедрой философии и социально-политических наук Дагестанского государственного университета.
Почётный работник высшего профессионального образования РФ, заслуженный деятель науки Республики Дагестан.

## Биография
В 1982 году окончил философский факультет Ростовского государственного университета по специальности — философия. Успешно завершив учёбу, вернулся в Дагестан и начал педагогическую деятельность в ДГПУ, а через четыре года перешёл в ДГУ, где на кафедре философии работал преподавателем, старшим преподавателем, доцентом, профессором. В 2002 году получил второе высшее образование на юридическом факультете ДГУ по специальности — юриспруденция. С 2003 года Яхьяев — заведующий кафедрой философии, с 2009 года — заведующий кафедрой философии и социологии, с 2014 года — заведующий кафедрой философии и социально-политических наук ДГУ. С созданием в университете в 2011 году факультета психологии и философии он является деканом факультета.
В 1988 году, после окончания заочной аспирантуры в Ростовском государственном университете имени М. А. Суслова под научным руководством А. Г. Агаев защитил диссертацию на соискание учёной степени кандидата философских наук по теме «Диалектическое соединение противоположностей в ускорении общественного развития» (специальность 09.00.01 — диалектический и исторический материализм).
В 2006 году защит диссертацию на соискание ученой степени доктора философских наук по теме «Религиозный фанатизм как социально-исторический феномен» (специальность 09.00.13 — философия религии, религиоведение, философия культуры, философская антропология). Научный консультант — М. В. Вагабов. Официальные оппоненты — доктор философских наук, профессор Н. С. Капустин, доктор философских наук, профессор А.-Г. К. Алиев и доктор философских наук, профессор Р. М. Абакарова. Ведущая организация — Дагестанская государственная медицинская академия.
В 2007 году присвоено ученое звание профессора по кафедре философии.
В настоящее время является главным редактором научно-теоретического журнала «Исламоведение», главным редактором общественно-политического журнала «Народы Дагестана», руководителем ведущей научной школы университета «Философия религии и религиоведение», руководителем «Центра проблем предупреждения экстремизма и терроризма при ДГУ», членом редакционных коллегий журналов «Вестник ДГУ» и «Голос разума».
В 2009—2011 гг. избирался в члены Общественной палаты Республики Дагестан. Сегодня он является Федеральным экспертом научно-технической сферы ФГБНУ НИИ РИНКЦЭ (Свидетельство № 08-00328 от 24 апреля 2014 года), руководителем рабочей группы экспертного совета при Антитеррористической комиссии Республики Дагестан, членом Совета при Главе Республики Дагестан по межнациональным отношениям, член экспертного совета по межнациональным отношениям при Министерстве по национальной политике Республики Дагестан. Награждён почётной грамотой Министерства образования и науки РФ.
Под научным руководством были подготовлены и успешно защищены 8 диссертаций на соискание ученой степени кандидата философских наук. Он являлся членом диссертационного совета по защите докторских диссертаций (специальность — философия религии, религиоведение, философия культуры, философская антропология) и Диссертационного совета по защите кандидатских диссертаций (специальности — социальная философия, онтология и теория познания).

## Основные работы
Автор более 300 публикаций по проблемам социальной философии, религиоведения, культурологии. В 2005 году была издана его монография «Истоки и смысл фанатизма», в 2006 году — «Феномен религиозного фанатизма», в 2011 году — «Фанатизм и ислам», явившиеся первыми в России фундаментальными научными исследованиями истоков, причин, путей и законодательных основ предупреждения и профилактики многообразных форм проявления фанатизма в российском обществе. Яхьяев М. Я. также является автором и соавтором более 10 учебных пособий и курсов для школьников, студентов и аспирантов.

### Монографии
- Современный политический экстремизм: понятие, истоки, причины, идеология, проблемы, организация, практика, профилактика и противодействие. — Махачкала, 2009.
- Религиозно-политический экстремизм: сущность, причины, формы проявления, пути преодоления. — М., 2011.
- Смысл истории и социальный идеал. Сравнительный анализ философии истории Г. Гегеля и В. Соловьева. — М., 2012.
- Социокультурная идентичность Северного Кавказа в составе России. — М., 2013.

### Статьи
- О природе социального фанатизма //Вестник ДГУ. Экономика. Философия. — 2004. Вып. 2.
- Глобализм и глобализация в современном мире // Вестник ДГУ. Право. Философия. — 2005. Вып. 2.
- Социально-историческая природа фанатизма // Вестник ДНЦ РАН. — 2006. № 23.
- Правовые основы профилактики и борьбы с фанатизмом // Вестник ДНЦ РАН. — 2006. № 24.
- Фанатизм и терпимость // Известия вузов. Северо-Кавказский регион. Общественные науки.2006.№ 4.
- Специфика религиозного фанатизма // Религиоведение. 2006. № 3
- Специфика фанатической идеологии // Политика и общество. 2006. № 7.
- Сущность религиозного фанатизма // Вестник ДГУ. 2006. № 5.
- Сущность исламского фанатизма: взгляд на проблему // Научная мысль Кавказа. 2006. № 4.
- Этническая миграция в Дагестане: причины, тенденции, перспективы // Вестник ДГУ. Общественные науки. 5 выпуск 2009.
- Фанатизм в исламской религии // Исламоведение. 2009, № 1.
- К вопросу о соотношении личности и государства в философии права Г. Гегеля // Философия права. 2010. № 1.
- Религиозно-политическая ситуация и экстремизм на Северном Кавказе // Религиоведение. 2010.№ 2.
- Светское и религиозное в современном обществе // Исламоведение. 2011. № 2.
- Феномен экстремизма: методологические проблемы исследования // Научный вестник Волгоградской академии государственной службы. 2011. № 1.
- Фанатизм и терроризм: общее и особенное // Исламоведение. 2010. № 4.
- Причины радикализации ислама в современном мире // Исламоведение. 2012. № 2 (12).
- Методологические аспекты социологических исследований ислама //Исламоведение 2012. № 4 (14).
- Гуманитарное знание и гуманитарное образование в России // Вестник ДГУ. 2012. Вып. 5.
- Власть и религия в современной России: метаморфозы взаимодействия //Исламоведение.2013.№ 1.
- Место и роль ислама в социокультурной интеграции дагестанского общества // Исламоведение. 2013. № 3.
- Философия истории в поисках смысла модернизации // Исламоведение. 2013. № 3.
- Философия истории в поисках смысла модернизации // Вестник ДГУ. 2013. Выпуск 5.
- Ислам и поиски новой национальной идеологии на Северном Кавказе // Исламоведение. 2013. № 4.
- Ислам в политических и социокультурных процессах на Северном Кавказе // Исламоведение. 2014. № 1.
- Психология экстремистской агрессивности // Вестник ДГУ. 2014. Выпуск 5.
- К вопросу об экстремизме в исламе // Исламоведение. 2015. № 2.
- Факторы воспроизводства экстремизма и терроризма в современной России: комплексный анализ // Исламоведение. 2016. № 3.
- ДАИШ: идейно-политические истоки террористической организации // Исламоведение. 2016. № 4.